# Vääränjärvi (sjö i Pieksämäki, Södra Savolax)
Vääränjärvi är en sjö i kommunen Pieksämäki i landskapet Södra Savolax i Finland. Sjön ligger 102 meter över havet. Arean är 71 hektar och strandlinjen är 10,05 kilometer lång. Sjön  ingår i Kymmene älvs huvudavrinningsområde.   Den ligger omkring 79 kilometer norr om S:t Michel och omkring 280 kilometer nordöst om Helsingfors. 